# Pułki kawalerii Wojska Polskiego

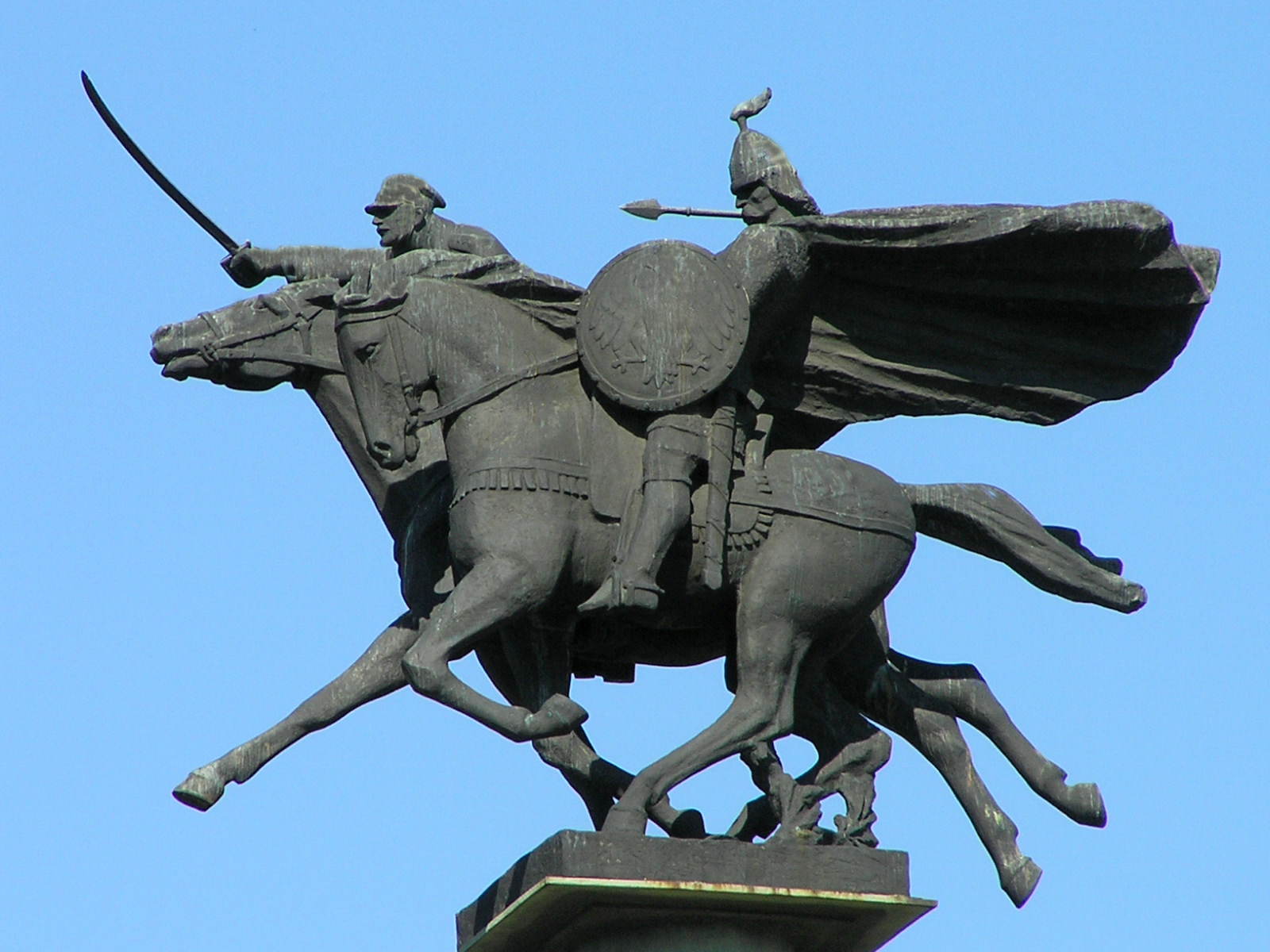
Pomnik Jazdy Polskiej w Warszawie

Pułki kawalerii Wojska Polskiego – spis polskich pułków kawalerii: ich organizacja, geneza, podległość i przeformowania; miejsce stacjonowania.

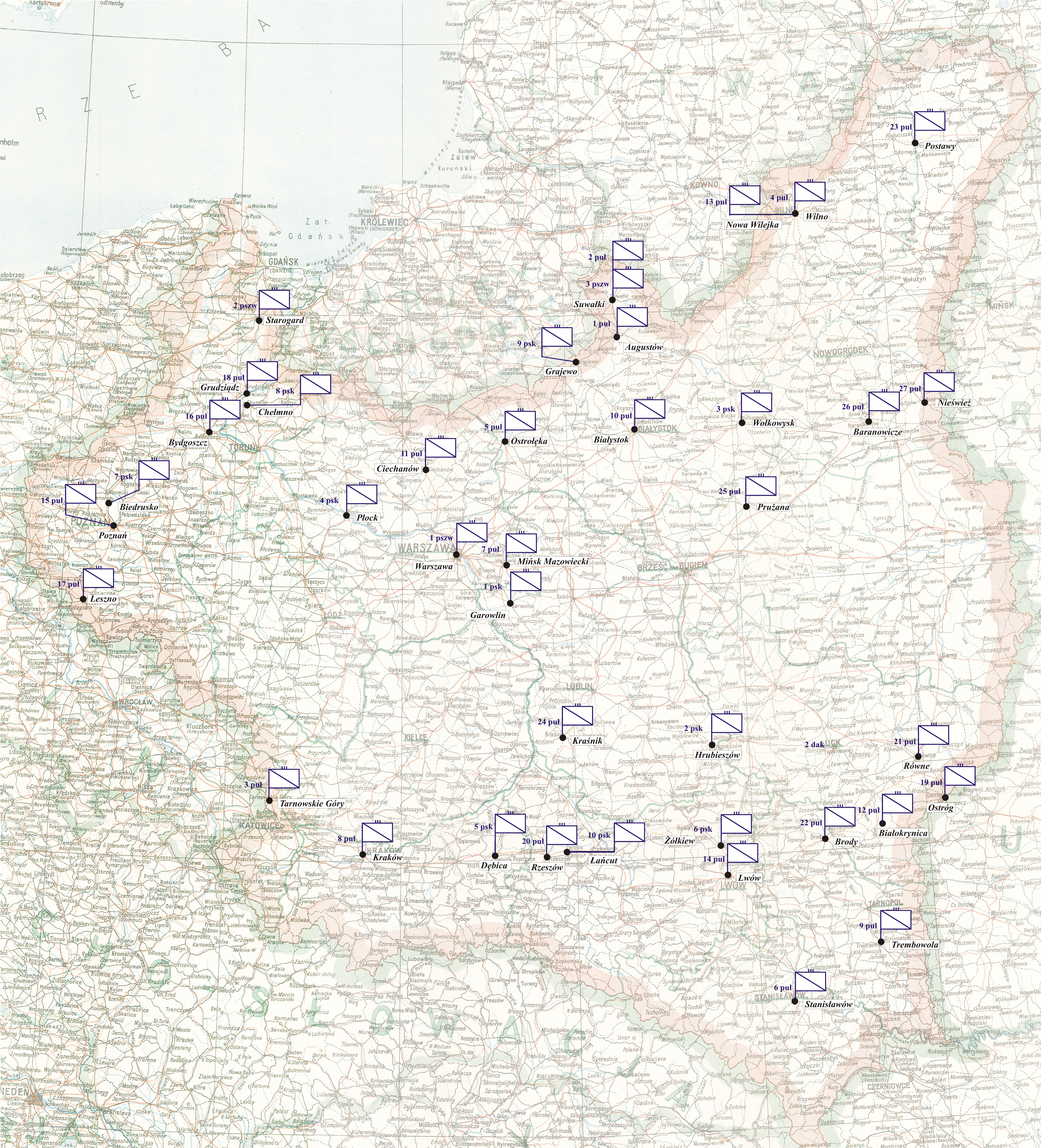
Rozmieszczenie pułków kawalerii II Rzeczypospolitej

## Pułki Księstwa Warszawskiego
| Proporczyk       | Nazwa                     | Nazwa wcześniejsza                  |
| Pułki ułanów     | Pułki ułanów              | Pułki ułanów                        |
| ---------------- | ------------------------- | ----------------------------------- |
|                  | 2 pułk ułanów             | 2 pułk lekkiej jazdy Legionu I      |
|                  | 3 pułk ułanów             |                                     |
|                  | 4 pułk ułanów             |                                     |
|                  | 6 pułk ułanów             |                                     |
|                  | 7 pułk ułanów             | 1 pułk jazdy Galicyjsko-Francuskiej |
|                  | 8 pułk ułanów             | 2 pułk jazdy Galicyjsko-Francuskiej |
|                  | 9 pułk ułanów             | 3 pułk jazdy Galicyjsko-Francuskiej |
|                  | 11 pułk ułanów            | 4 pułk jazdy Galicyjsko-Francuskiej |
|                  | 12 pułk ułanów            | 5 pułk jazdy Galicyjsko-Francuskiej |
|                  | 15 pułk ułanów            | 6 pułk jazdy Galicyjsko-Francuskiej |
|                  | 16 pułk ułanów            | 7 pułk jazdy Galicyjsko-Francuskiej |
|                  | 17 pułk ułanów            |                                     |
|                  | 18 pułk ułanów            |                                     |
|                  | 19 pułk ułanów            |                                     |
|                  | 20 pułk ułanów            |                                     |
|                  | pułk Krakusów             |                                     |
| Pułki huzarów    |                           |                                     |
|                  | 10 pułk huzarów           |                                     |
|                  | 13 pułk huzarów           |                                     |
| Pułki kirasjerów |                           |                                     |
|                  | 14 pułk kirasjerów        |                                     |
| Pułki szaserów   |                           |                                     |
|                  | 1 pułk strzelców konnych  |                                     |
|                  | 4 pułk strzelców konnych  |                                     |
|                  | 5 pułk strzelców konnych  |                                     |
|                  | 21 pułk strzelców konnych |                                     |

## Pułki Królestwa Kongresowego

### Pułki ułanów
- 1 Pułk Ułanów Królestwa Kongresowego
- 2 Pułk Ułanów Królestwa Kongresowego
- 3 Pułk Ułanów Królestwa Kongresowego
- 4 Pułk Ułanów Królestwa Kongresowego
- 5 Pułk Ułanów Imienia Zamojskich
- 6 Pułk Ułanów Dzieci Warszawskich
- 7 Pułk Ułanów Królestwa Kongresowego
- 8 Pułk Ułanów Królestwa Kongresowego
- 9 Pułk Ułanów Królestwa Kongresowego
- 10 Pułk Ułanów Królestwa Kongresowego
- 11 Pułk Ułanów Królestwa Kongresowego
- 12 Pułk Ułanów Królestwa Kongresowego
- 13 Pułk Ułanów Królestwa Kongresowego
- 14 Pułk Ułanów Królestwa Kongresowego

### Pułki strzelców konnych
- 1 pułk strzelców konnych
- 2 pułk strzelców konnych
- 3 pułk strzelców konnych
- 4 pułk strzelców konnych
- 5 pułk strzelców konnych
- 6 pułk strzelców konnych

### Pułki jazdy lokalnej
- 1 Pułk Jazdy Augustowskiej
- 2 Pułk Jazdy Augustowskiej
- 1 Pułk Jazdy Kaliskiej
- 2 Pułk Jazdy Kaliskiej
- 1 Pułk Jazdy Krakowskiej
- 2 Pułk Jazdy Krakowskiej
- 1 Pułk Jazdy Płockiej
- 2 Pułk Jazdy Płockiej
- Pułk Jazdy Podlaskiej
- Pułk Jazdy Poznańskiej
- 1 Pułk Jazdy Sandomierskiej
- 2 Pułk Jazdy Sandomierskiej
- Pułk Jazdy Wołyńskiej
- 1 Pułk Mazurów
- 2 Pułk Mazurów

## Pułki II Rzeczypospolitej

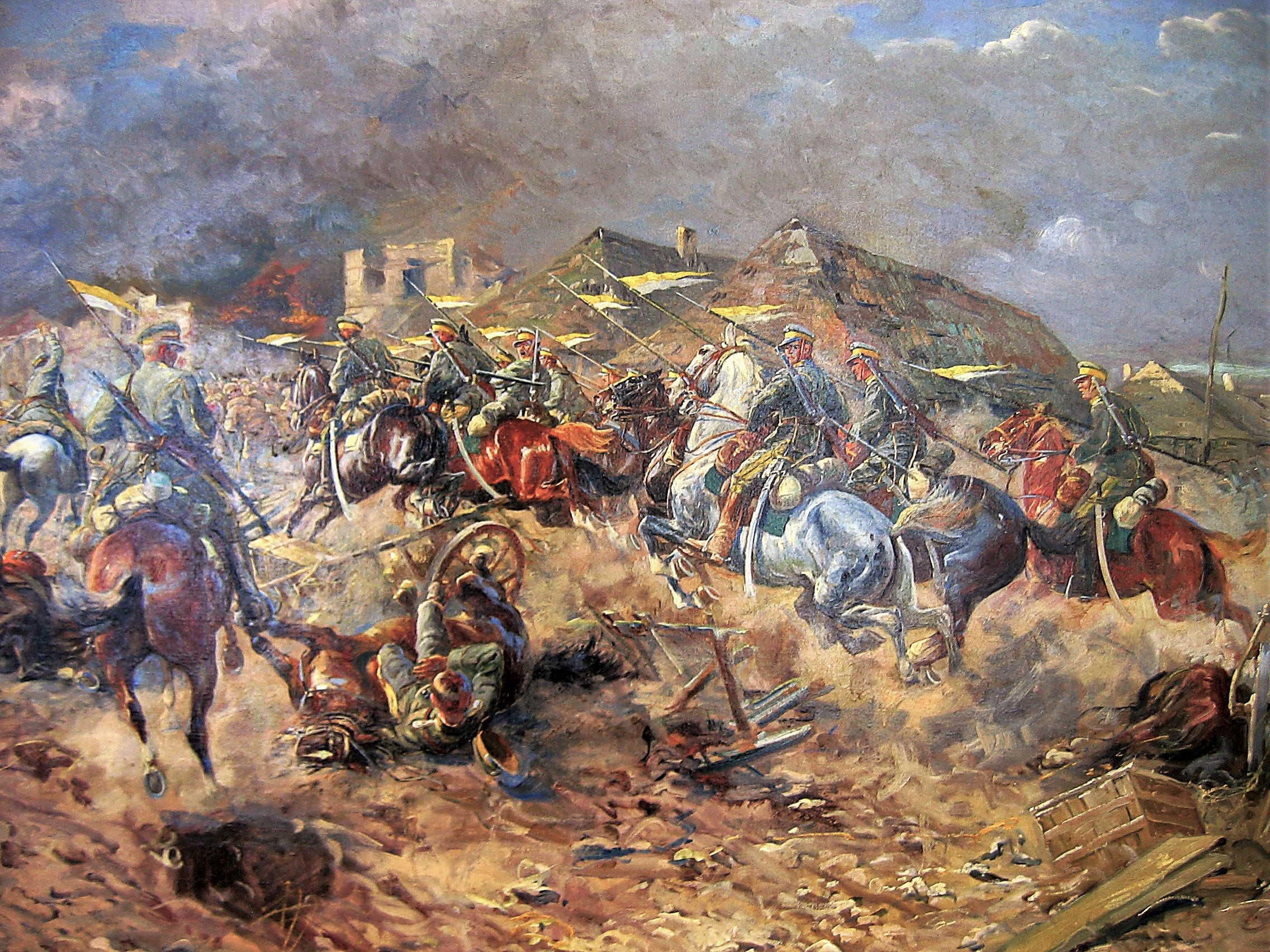
Leonard Winterowski, Atak 3 Pułku Ułanów Śląskich (Dzieci Warszawy) pod Słuckiem 10 sierpnia 1919

### Pułki jazdy z okresu walki o granice
- 1 pułk ułanów – od 8 stycznia 1919 wskutek rozkazu szefa Sztabu Generalnego pn. 1 pułk szwoleżerów (lekkokonnych); od grudnia 1919 pn. 1 Pułk Szwoleżerów Józefa Piłsudskiego.
- 2 pułk Szwoleżerów Rokitniańskich – sformowany w 1918 z dawnego 2pułku Ułanów Legionowych; od 1919 jako pułk szwoleżerów.
- 201 pułk szwoleżerów (ochotniczy) – później pn. 3 pułk Szwoleżerów Mazowieckich.
- 1 pułk ułanów – powstał w ramach Legionu Puławskiego; potem w składzie I Korpusu Polskiego w Rosji; w związku z kapitulacją Korpusu w 1918 został rozwiązany; pułk odtworzono w listopadzie 1918 w Warszawie, Piotrkowie i Wolbromiu; później pn. 1 pułk Ułanów Krechowieckich.
- 2 pułk ułanów – powstał w ramach I Korpusu Polskiego w Rosji; później pn. 2 pułk Ułanów Grochowskich.
- 3 pułk ułanów – powstał w ramach I Korpusu Polskiego w Rosji; 3 lipca 1918 rozformowany; 13 października 1918 płk Stefan Strzemieński w swoim mieszkaniu przy ul. Marszałkowskiej w Warszawie przystąpił do organizacji 3 pułku Ułanów Dzieci Warszawy.
- 4 pułk ułanów – nie udało się go sformować w ramach I Korpusu Polskiego w Rosji; sformowany w listopadzie 1918 w Warszawie; później pn. 4 pułk Ułanów Zaniemeńskich.
- 5 pułk ułanów – powstał w 1918 w ramach II Korpusu Polskiego w Rosji; przestał istnieć 12 maja 1918 po bitwie z Niemcami pod Kaniowem; rdzeniem odtworzonego pułku był dywizjon Ułanów Legionowych; później pn. 5 pułk Ułanów Zasławskich.
- 6 pułk ułanów – powstał w 1918 w ramach II Korpusu Polskiego w Rosji; później 6 pułk ułanów 4 Dywizji Strzelców Pieszych gen. Lucjana Żeligowskiego; pułk ten połączył się z 6 pułkiem ułanów sformowanym w Małopolsce i w ten sposób powstał 6 pułk Ułanów Kaniowskich.
- 6 pułk ułanów Jazdy Lwowskiej – pułk ten połączył się z 6 pułkiem ułanów Dywizji Żeligowskiego i w ten sposób powstał 6 pułk Ułanów Kaniowskich.
- 7 pułk Ułanów Lubelskich
- 1 pułk ułanów Ziemi Krakowskiej – powstał 1 listopada 1918 z 1 pułku Ułanów Austriackich; od 14 stycznia 1919 pn. 8 pułk ułanów, a od 19 kwietnia 1919 pn. 8 pułk ułanów Księcia Józefa Poniatowskiego.
- 9 pułk Ułanów Małopolskich
- 10 pułk Ułanów Litewskich
- 11 pułk Ułanów Legionowych
- 12 pułk ułanów Odsieczy Lwowa – następnie pn. 12 pułk Ułanów Podolskich.
- 1 pułk Ułanów Wileńskich – powstał 27 grudnia 1918; w czerwcu 1919 dywizjon ułanów wileńskich przemianowano na 13 pułk ułanów.
- pułk Jazdy Tatarskiej – rozformowany we wrześniu 1920 po wyprawie kijowskiej, po czym wielu jego ułanów trafiło do 13 pułku Ułanów Wileńskich.
- 1 pułk ułanów Dywizji Żeligowskiego – 1 pułk ułanów 4 Dywizji Strzelców Pieszych gen. Lucjana Żeligowskiego; sformowany w sierpniu 1918; od grudnia 1919 pn. 14 pułk Ułanów Jazłowieckiech.
- 1 pułk Ułanów Wielkopolskich – po włączeniu wojsk wielkopolskich w skład Armii Polskiej otrzymał on nazwę 15 pułk Ułanów.
- 2 pułk Ułanów Wielkopolskich – po włączeniu wojsk wielkopolskich w skład Armii Polskiej otrzymał on nazwę 16 pułk Ułanów.
- 3 pułk Ułanów Wielkopolskich – po włączeniu wojsk wielkopolskich w skład Armii Polskiej otrzymał on nazwę 17 pułk Ułanów.
- 4 pułk Ułanów Nadwiślańskich – następnie pn. 18 pułk Ułanów Pomorskich.
- Oddział jazdy ochotniczej mjr. Jaworskiego – później pn. 19 pułk Ułanów Wołyńskich.
- 108 pułk ułanów – sformowany z dwóch szwadronów 3. Pułku Strzelców Konnych, szwadronu 8 pułku ułanów im. Księcia Józefa Poniatowskiego i szwadronu 6. Pułku Ułanów Kaniowskich; 15 stycznia 1921 rozkazem Ministerstwa Spraw Wojskowych przemianowany na 20 pułk ułanów; Dziennikiem Rozkazów Nr 22/27 pułk otrzymał nazwę 20 pułk ułanów Imienia Króla Jana III Sobieskiego.
- 11 pułk konnych Strzelców Granicznych – w marcu 1921 dowódca pułku wystąpił do MSWojsk. o zatwierdzenie nazwy 21 pułk Ułanów Nadwiślańskich; nazwa nie została oficjalnie zatwierdzona, mimo to zaczęto ją powszechnie używać.
- 209 pułk ułanów (ochotniczy) – 8 listopada 1920 na bazie 209 i 212 Pułku Ułanów sformowano 22 pułk ułanów.
- 212 pułk Ułanów (ochotniczy) – 8 listopada 1920 na bazie 209 i 212 Pułku Ułanów sformowano 22 pułk ułanów.
- Grodzieński pułk ułanów – następnie 23 pułk Ułanów Grodzieńskich.
- 211 pułk ułanów (ochotniczy) – od października 1920 pn. 23 pułk Ułanów Nadniemeńskich; 1 czerwca 1921 włączony do 23 pułku Ułanów Grodzieńskich.
- 214 pułk ułanów (ochotniczy) – w grudniu 1920 przeformowany w 24 pułk ułanów.
- 115 pułk Ułanów Wielkopolskich – po włączeniu wojsk wielkopolskich w skład Armii Polskiej otrzymał on nazwę 25 pułk ułanów.
- 215 pułk Jazdy Wielkopolskiej (ochotniczy) – po włączeniu wojsk wielkopolskich w skład Armii Polskiej otrzymał on nazwę 26 pułk ułanów.
- 203 pułk ułanów (ochotniczy) – w połowie 1921, zatwierdzony jako jednostka stanu pokojowego, otrzymał nazwę 27 pułk ułanów.

- 4 pułk szwoleżerów – sformowany w 1919 na terenie Francji w ramach Armii Hallera; pułk w maju 1919 powrócił wraz z tą armią do Polski i został wcielony do WP; 1 września 1919 otrzymał nazwę I dywizjonu 1 pułku Dragonów Kresowych, a następnie 1 października 1920 III dywizjonu strzelców konnych; dopiero od maja 1921 pn. 1 pułku strzelców konnych.
- I dywizjon 1 pułku szwoleżerów – sformowany w 1918 na terenie Francji w ramach Armii Hallera; 26 kwietnia 1919 przetransportowany do Chełma; w październiku 1920 dywizjon otrzymał nazwę 2 pułk strzelców konnych i trafił do garnizonu w Hrubieszowie.
- 3 pułk strzelców konnych im. Hetmana Stefana Czarnieckiego
- 4 pułk strzelców konnych Ziemi Łęczyńskiej
- 3 pułk Dragonów – rozkaz o sformowaniu tego pułku Ministerstwo Spraw Wojskowych wydało 17 czerwca 1919; we wrześniu 1919 pułk przemianowano na 3 pułk strzelców konnych, a 6 października 1920 na 5 pułk strzelców konnych.
- 1 Pułk Szwoleżerów – sformowany w końcu 1917 z oddziałów sformowanych we Francji i we Włoszech; po przybyciu do Polski w maju 1919 przemianowany na 4 pułk dragonów a później na 4 pułk strzelców konnych; w październiku 1920 pułk przeformowano i z części jego szwadronów 8 września 1921 powstał 6 pułk strzelców konnych.
- 5 pułk strzelców konnych – 28 października 1920 przemianowany na 7 pułk strzelców konnych.
- 8 pułk Strzelców konnych
- 9 pułk strzelców konnych im. gen. K. Pułaskiego
- 1 szwadron – sformowany w Lamandria di Chiavasso, niedaleko Turynu, we Włoszech; 29 kwietnia 1919 dotarł do Leszna; wszedł do akcji bojowej jako jednostka kawalerii 11. DP. w walkach w okolicach Lwowa; następnie jako II dywizjon pułku szwoleżerów, a później II dywizjon 4 pułku ułanów, przeniesiony został na granicę Śląska i Zagłębia; rozkazem MSWojsk. z 27 października 1921, dywizjon przekształcony został w pułk i otrzymał nazwę 10 pułk strzelców konnych.

### Pułki kawalerii po reorganizacji

#### Szwoleżerowie
| Odznaka i nazwa | Odznaka i nazwa                        | Garnizon  | Koszary               | Podporzadkowanie |
| --------------- | -------------------------------------- | --------- | --------------------- | ---------------- |
|                 | 1 pułk szwoleżerów Józefa Piłsudskiego | Warszawa  | Koszary Łazienkowskie | Mazowiecka BK    |
|                 | 2 pułk Szwoleżerów Rokitniańskich      | Starogard | „Koszary czerwone”    | Pomorska BK      |
|                 | 3 Pułk Szwoleżerów Mazowieckich        | Suwałki   | Koszary Piłsudskiego  | Suwalska BK      |

#### Ułani
| Odznaka i nazwa | Odznaka i nazwa               | Garnizon         | Koszary                | Podporządkowanie     |
| --------------- | ----------------------------- | ---------------- | ---------------------- | -------------------- |
|                 | 1 pułk Ułanów Krechowieckich  | Suwałki          | Koszary Poniatowskiego | Suwalska BK          |
|                 | 2 pułk Ułanów Grochowskich    | Suwałki          | Koszary Dwernickiego   | Suwalska BK          |
|                 | 3 pułk Ułanów Śląskich        | Tarnowskie Góry  | W Tarnowskich Górach   | Krakowska BK         |
|                 | 4 pułk Ułanów Zaniemeńskich   | Wilno            | Koszary Tyszkiewicza   | Wileńska BK          |
|                 | 5 pułk Ułanów Zasławskich     | Ostołęka         | W Wojciechowicach      | Podlaska BK          |
|                 | 6 pułk Ułanów Kaniowskich     | Stanisławów      | W Stanisławowie        | Podolska BK          |
|                 | 7 pułk Ułanów Lubelskich      | Mińsk Mazowiecki | W Mińsku Mazowieckim   | Mazowiecka BK        |
|                 | 8 pułk ułanów                 | Kraków           | Koszary Kamieńskiego   | Krakowska BK         |
|                 | 9 pułk Ułanów Małopolskich    | Trembowla        | Koszary Czanieckiego   | Podolska BK          |
|                 | 10 pułk Ułanów Litewskich     | Białystok        | Koszary Piłsudskiego   | Podlaska BK          |
|                 | 11 pułk Ułanów Legionowych    | Ciechanów        | W Ciechanowie          | Mazowiecka BK        |
|                 | 12 pułk Ułanów Podolskich     | Białokrynica     | W Białokrynicy         | Kresowa BK           |
|                 | 13 pułk Ułanów Wileńskich     | Nowa Wilejka     | W Nowej Wilejce        | Wileńska BK          |
|                 | 14 pułk Ułanów Jazłowieckich  | Lwów             |                        | Podolska BK          |
|                 | 15 pułk Ułanów Poznańskich    | Poznań           | Koszary Piłsudskiego   | Wielkopolska BK      |
|                 | 16 pułk Ułanów Wielkopolskich | Bydgoszcz        | Koszary Poniatowskiego | Pomorska BK          |
|                 | 17 pułk Ułanów Wielkopolskich | Leszno           | Koszary Głowackiego    | Wielkopolska BK      |
|                 | 18 pułk Ułanów Pomorskich     | Grudziądz        |                        | Pomorska BK          |
|                 | 19 pułk Ułanów Wołyńskich     | Ostróg           | Kidry                  | Wołyńska BK          |
|                 | 20 pułk ułanów                | Rzeszów          | Koszary Poniatowskiego | Kresowa BK           |
|                 | 21 pułk Ułanów Nadwiślańskich | Równe            | W Równem               | Wołyńska BK          |
|                 | 22 pułk Ułanów Podkarpackich  | Brody            | Koszary „Na Jurydyce”  | Kresowa BK           |
|                 | 23 pułk Ułanów Grodzieńskich  | Postawy          | W Postawach            | Wileńska BK          |
|                 | 24 pułk ułanów                | Kraśnik          | W Kraśniku             | 10 Brygada Kawalerii |
|                 | 25 pułk Ułanów Wielkopolskich | Prużana          | Koszary Traugutta      | Nowogródzka BK       |
|                 | 26 pułk Ułanów Wielkopolskich | Baranowicze      | Koszary Kościuszki     | Nowogródzka BK       |
|                 | 27 pułk ułanów                | Nieśwież         | koszary Farne          | Nowogródzka BK       |

#### Strzelcy konni
| Odznaka i nazwa | Odznaka i nazwa           | Garnizon   | Koszary                | Podporządkowanie              |
| --------------- | ------------------------- | ---------- | ---------------------- | ----------------------------- |
|                 | 1 pułk strzelców konnych  | Garwolin   | w Garwolinie           | Warszawska Brygada Panc.-Mot. |
|                 | 2 pułk strzelców konnych  | Hrubieszów | W Hrubieszowie         | Wołyńska BK                   |
|                 | 3 pułk strzelców konnych  | Wołkowysk  | W Wołkowysku           | Nowogródzka BK                |
|                 | 4 pułk strzelców konnych  | Płock      | Koszary Piłsudskiego   | Mazowiecka BK                 |
|                 | 5 pułk strzelców konnych  | Tarnów     | Koszary Chłapowskiego  | Krakowska BK                  |
|                 | 6 pułk strzelców konnych  | Żółkiew    | Koszary Żółkiewskiego  | Kresowa BK                    |
|                 | 7 pułk strzelców konnych  | Biedrusko  | Koszary Taborów        | Wielkopolska BK               |
|                 | 8 pułk strzelców konnych  | Chełmno    | Koszary przy Biskupiej | Pomorska BK                   |
|                 | 9 pułk strzelców konnych  | Grajewo    | Koszary Pułaskiego     | Podlaska BK                   |
|                 | 10 pułk strzelców konnych | Łańcut     | Koszary Piłsudskiego   | 10 Brygada Kawalerii          |

### Improwizowane pułki kawalerii we wrześniu 1939
- Mieszany Pułk Kawalerii
- Warszawski pułk ułanów
- pułk osłonowy „Wołkowysk”
- 1 pułk strzelców konnych (spieszony)
- 101 rezerwowy pułk ułanów
- 102 rezerwowy pułk ułanów
- 103 rezerwowy pułk szwoleżerów
- 110 rezerwowy pułk ułanów
- pułk zbiorczy Pomorskiej Brygady Kawalerii
- pieszy pułk rezerwowy Pomorskiej Brygady Kawalerii
- pułk marszowy Kresowej Brygady Kawalerii
- pułk marszowy Podolskiej Brygady Kawalerii
- pułk kawalerii Grupy „Kowel”
- pułk kawalerii „Bohdan”

## Pułki ludowego Wojska Polskiego
| Proporczyk i nazwa | Proporczyk i nazwa        | Garnizon   | Podporzadkowanie               |
| ------------------ | ------------------------- | ---------- | ------------------------------ |
|                    | 1 pułk ułanów             | Garwolin   | 1 Warszawska Dywizja Kawalerii |
|                    | 2 pułk ułanów             | Ciechanów  | 1 Warszawska Dywizja Kawalerii |
|                    | 3 pułk ułanów             | Przasnysz  | 1 Warszawska Dywizja Kawalerii |
|                    | 4 zapasowy pułk kawalerii | Hrubieszów | Dowództwo OW Lublin            |
|                    | 5 pułk ułanów             |            |                                |